# Jesu liknelser

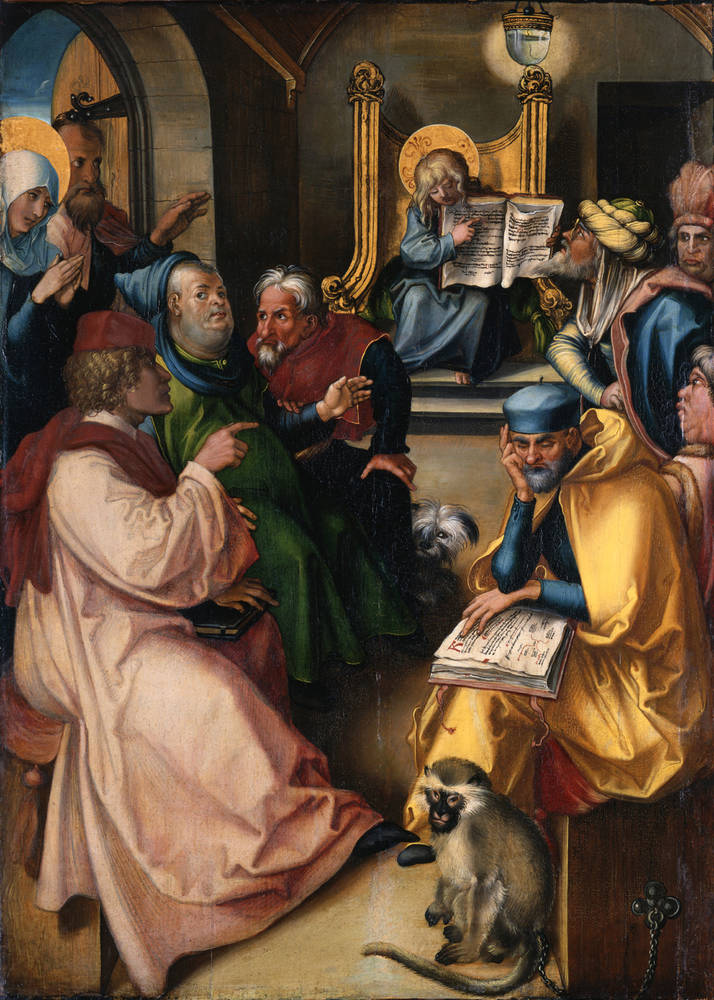
Den tolvårige Jesus i templet, målning av Albrecht Dürer.

Jesu liknelser kallas de berättelser eller parabler som Jesus berättar i Nya testamentet. Mest känd i Jesus undervisning är hans bergspredikan i Matteusevangeliet kapitel 5-7, där han lär ut den gyllene regeln.

## Liknelser
- Lampan under sädesmåttet (Matt. 5:14-15, Mark. 4:21-22, Luk. 8:16;11:33)
Jesus uppmanar sina lärjungar att "inte sätta ljuset under skäppan" genom att säga: "när man tänder en lampa sätter man den inte under sädesmåttet utan på hållaren, så att den lyser för alla i huset". De har alltså ett ljus att förvalta, och det ska vara till nytta för människorna.
- Huset på klippan (Matt. 7:24-27, Luk. 6:47-49)
Denna liknelse handlar om två män, en som byggde sitt hus på berggrund och en som byggde sitt hus på sand. Regnet öste ner, floden kom, vindarna blåste och kastade sig mot huset. Huset som var byggt på berggrund rasade inte, men huset som var byggt på sand rasade, och "raset blev stort". Jesus sade: "Den som hör dessa mina ord och handlar efter dem är som en klok man som byggde sitt hus på berggrund." Bibeln berättar att när Jesus hade avslutat detta tal var folket överväldigat av hans undervisning.
- Nytt tyg på ett gammalt plagg (Matt. 9:16, Mark. 2:21, Luk. 5:36)
Ingen sätter en bit okrympt tyg på ett gammalt plagg, för då sliter lappen med sig bitar av plagget och det blir en värre reva.
- Nytt vin i gamla vinsäckar (Matt. 9:17, Mark. 2:22, Luk. 5:37-38)
Ingen häller nytt vin i gamla vinsäckar, för då spränger vinet säckarna, och både vinet och säckarna förstörs. Nej, nytt vin slår man i nya säckar.
- Såningsmannen och jordmånerna (Matt. 13:3-8, Mark. 4:3-8, Luk. 8:5-8)
Jesus berättar om en man som gick ut för att så, och vad som hände med det han sådde. Allegori som också handlar om Guds ord.
- Liknelsen om senapskornet (Matt. 13:31-32, Mark. 4:30-32, Luk. 13:18-19)
Jesus liknar himmelriket vid ett senapskorn; det är minsta av alla frön, men när det har växt upp är det större än alla örter och blir till ett träd.
- Ogräset (Matt. 13:24-30)
Jesus förklarar att det med himmelriket är som när en man sått god säd i sin åker men en fiende sått ogräs mitt bland vetet. Mannen låter båda växa tills det är dags att skörda och rensar då först bort ogräset och eldar upp det och låter samla vetet i sin lada.
- Jästen (Matt. 13:33, Luk. 13:20-21)
- Den dolda skatten (Matt. 13:44)
- Den dyrbara pärlan (Matt. 13:45-46)
- Nätet (Matt. 13:47-48)
- Det förlorade fåret (Matt. 18:12-13, Luk. 15:4-6)
- Den obarmhärtige medtjänaren (Matt. 18:23-34)
- Arbetarna i vingården (Matt. 20:1-16)
- De båda sönerna (Matt. 21:28-31)
- Arrendatorerna i vingården (Matt. 21:33-41, Mark. 12:1-9, Luk. 20:9-16)
- Bröllopsfesten (Matt. 22:2-14)
- Fikonträdet tecken på sommaren (Matt. 24:32-33, Mark. 13:28-29, Luk. 21:29-32)
- De tio brudtärnorna (Matt. 25:1-13)
Tio jungfrur väntar ute i mörkret på att få komma in till en bröllopsfest, men fem av dem får slut på olja i sina lampor. Medan de går iväg för att köpa mer olja börjar festen och när de kommer tillbaka släpps de inte in. De övriga fem har tagit med sig extra olja så att de kan fortsätta att vänta tills brudgummen kommer och släpper in dem. Metaforen 'jungfru' är bilden för ledarskap, olja är i liknelsen bilden för den helige ande. Liknelsen handlar om domen över det falska ledarskapet.
- Talenterna/Punden (Matt. 25:14-30, Luk. 19:12-27)
- Fåren och getterna (Matt. 25:31-36)
- Den växande sådden (Mark. 4:26-29)
- Två män i skuld (Luk. 7:41-43)
- Den barmhärtige samariern (Luk. 10:30-37)
Den barmhärtige samariern skulle i Jesu berättelse symbolisera ens nästa, vid tillämpning av sentensen "älska din nästa som dig själv".
- Det nattliga besöket hos vännen (Luk. 11:5-8)
- Den rike dåren (Luk. 12:16-21)
- Den beredde tjänaren (Luk. 12:35-40)
- Den trogne förvaltaren (Luk. 12:42-48)
- Fikonträdet utan fikon (Luk. 13:6-9)
- Hedersplatsen på bröllopet (Luk. 14:7-14)
- Liknelsen om festen (Luk. 14:16-24)
- Beräkna kostnaden (Luk. 14:28)
- Det förlorade myntet (Luk. 15:8-10)
- Den förlorade sonen / Den återfunne sonen (Luk. 15:11-32)
Den förlorade sonen återvänder hem efter att ha förlorat allt han ägde.
- Den ohederlige förvaltaren (Luk. 16:1-8)
- Den rike mannen och Lasaros (Luk. 16:19-31)
- Tjänaren som passar upp (Luk. 17:7-10)
- Änkan och domaren (Luk. 18:2-5)
- Fariséen och tullindrivaren (Luk. 18:10-14)
- En man som ägde mycket (Matt. 19:16-30, Mark 10:17-31, Luk. 18:18-30)
En rik man uppmanas sälja allt och följa Jesus. Eftersom "Det är lättare för en kamel att komma igenom ett nålsöga än för en rik att komma in i Guds rike." Liknelsen har bortförklarats med att kamel är en felöversättning (ska vara rep) eller att det fanns en port i Jerusalem som hette "Nålens öga". Den var svår att passera, men inte omöjlig. Mot en felöversättning talar att liknelsen förekommer på tre ställen, att samma ordalydelse finns i tidigare judisk tradition samt att Jesus är explicit tydlig med att det är omöjligt för en rik att komma in i himmelriket. En mjukare tolkning är att det är omöjligt för alla att komma in i himlen utan Guds hjälp, alltså inklusive rika.[2][3]